# Adelina Gutiérrez
Carmen Adelina Gutiérrez Alonso (Santiago, 27 de mayo de 1925 - Ib., 11 de abril de 2015) fue una profesora, científica y académica chilena, pionera de la astrofísica en su país. Fue la primera chilena en obtener el Doctorado en Astrofísica y la primera mujer en integrarse a la Academia Chilena de Ciencias.

## Biografía
Hija de Ramón Gutiérrez y Carmen Alonso, estudió en el Liceo María Auxiliadora de Santiago, desde donde egresó en 1942. Posteriormente ingresó a la carrera de pedagogía en física y matemática en el Instituto Pedagógico de la Universidad de Chile, donde se tituló de profesora de Estado en 1948. Durante su paso por la universidad conoció al científico Hugo Moreno León, con quien contrajo matrimonio en 1951 y tuvo tres hijos.
Comenzó a ejercer como profesora de ciencias en el Liceo Darío Salas y en la Facultad de Ciencias Físicas y Matemáticas (FCFM) de la Universidad de Chile, donde a partir del 1 de junio de 1949 trabajó en el Observatorio Astronómico Nacional. En dicho observatorio se dedicó inicialmente a reducir los datos astronómicos obtenidos por otros científicos, para luego desarrollarse en el campo de la fotometría fotoeléctrica de estrellas australes, tema que abordó en numerosas publicaciones. También ejerció como académica en la FCFM.
A fines de la década de 1950 viajó a los Estados Unidos para realizar un Doctorado en Astrofísica, el cual obtuvo en junio de 1964, siendo la primera chilena en alcanzar dicho grado académico. A su regreso a Chile fue promotora y fundadora, junto a su cónyuge y a Claudio Anguita, de la Licenciatura en Astronomía (1965), donde ejerció como jefa de carrera, y posteriormente del Magíster en Astronomía (1976), ambas en la Universidad de Chile.
En 1967 comenzó a trabajar junto con Hugo Moreno en el recién inaugurado Observatorio de Cerro Tololo. Ese mismo año fue nombrada miembro de número de la Academia Chilena de Ciencias del Instituto de Chile, siendo la primera mujer y la primera astrónoma en ingresar a ese selecto grupo de científicos.
Fue nombrada como académica de jornada completa en la Universidad de Chile el 1 de enero de 1974, donde continuó haciendo clases hasta su jubilación el 30 de diciembre de 1987. Sin embargo, en 1990 regresó como académica de jornada parcial en dicha casa de estudios, hasta su retiro definitivo el 30 de junio de 1998. En 2000 falleció su esposo y colega, con quien trabajó en decenas de publicaciones científicas.
Adelina Gutiérrez falleció el 11 de abril de 2015 a los 89 años de edad y fue sepultada en el Parque del Recuerdo de Santiago.

## Obras
- Determinaciones astronómicas realizadas con teodolito (1953)
- Observando los astros: desarrollo de las técnicas de astrofísica (1978)[6]
- El sol (1978)[7]
- Astrofísica general (1980), junto a Hugo Moreno.[8]

## Referencia
1. 1 2 3 4 5 6 7  «Fallece la pionera de la astronomía chilena». ingenieria.uchile.cl. 13 de abril de 2015. Consultado el 14 de abril de 2015.
2. 1 2  «La primera chilena cazadora de estrellas». Boletín Explora (39). diciembre de 2009. Archivado desde el original el 24 de septiembre de 2015. Consultado el 14 de abril de 2015.
3. ↑  «Café Científico de FCFM rinde homenaje a primera astrónoma de Chile». ing.uchile.cl. 19 de octubre de 2012. Consultado el 15 de abril de 2015.
4. ↑  Lavín Almazán, Vivian (1 de septiembre de 2013). «Caídos del cielo». Diario U Chile. Consultado el 15 de abril de 2015.
5. ↑  Maza Sancho, José (30 de marzo de 2000). «Hugo Moreno (1923-2000)». El Mercurio. Consultado el 15 de abril de 2015.
6. ↑  «Observando los astros : desarrollo de las técnicas de astrofísica». www.bcn.cl. Consultado el 5 de junio de 2020.
7. ↑  «El sol». www.bcn.cl. Consultado el 5 de junio de 2020.
8. ↑  «Astrofísica general». www.bcn.cl. Consultado el 5 de junio de 2020.